# Regan MacNeil
Regan Teresa "Rags" MacNeil, más conocida como Regan MacNeil (o Regan McNeil) (11 de noviembre de 1961) y Angela Rance en la serie, es un personaje ficticio y  antagonista de la novela de 1971 El exorcista, de William Peter Blatty. En la versión cinematográfica, también llamada El exorcista, Regan MacNeil fue interpretada por Linda Blair, quien ganó el Globo de Oro a mejor actriz de reparto. El American Film Institute incluyó a Regan en su lista de los 100 villanos del cine, situándola en el puesto número 9.

## Historia
Regan MacNeil es una niña de doce años y la hija única de la actriz Chris MacNeil. Regan se debate entre el agotador horario de trabajo de su madre y el proceso de divorcio de sus padres (su padre está en Europa y no aparece en la película).
Regan es descrita como tímida y de carácter tranquilo. Se dedica a su madre, a la que regala animales que moldea con barro y dejando una rosa en su lugar de la mesa de la cocina cada mañana. Chris está decidida a ser una buena madre, y pasa con ella todos sus días libres. Como es atea, no le ha enseñado religión a su hija, pero cuando Regan le hace preguntas sobre Dios, procura responder de manera tranquilizadora.
Regan encuentra una ouija en casa, con mucha inocencia interfiere en el juego y le cuenta a su madre que se ha puesto en contacto con alguien que ella identifica como Capitán Howdy. Pronto Regan comienza a actuar misteriosamente, evita la luz, a menudo responde violentamente, impresionando a cualquier persona cercana, incluyendo su madre y a los mismos médicos que la examinan. Sin embargo, todos desconocen que Regan ha sido poseída por un demonio llamado Pazuzu. Chris empieza a dudar que sea algo neurológico cuando Burke Dennings, el director de la película que ella protagoniza, es encontrado muerto en la parte inferior de un tramo de las escaleras de su casa. La policía informa que Burke fue lanzado por alguien con fuerza extrema y Chris, dándose cuenta de la situación de su hija, decide mantenerla atada en la cama de su cuarto.
Las pruebas médicas y exámenes no han podido encontrar nada malo en su cuerpo o su mente, a pesar de su comportamiento agresivo, por lo que se le sugiere a Chris practicarle un exorcismo.
Chris consulta a un jesuita, el sacerdote estadounidense de origen griego Damien Karras y le ruega que exorcise a su hija. Con la ayuda del anciano sacerdote estadounidense de origen holandés Lankester Merrin realizan el exorcismo. 
Durante el exorcismo ocurren los peores horrores y los clérigos deben soportar al inteligente demonio que invade sus mentes. Merrin sufre un infarto y Karras al descubrir el cadáver y a Regan riendo, entra en un ataque de ira exigiendo a Pazuzu dejarla. Acto seguido, Pazuzu posee a Karras y este se lanza por la ventana.
Al final, Chris y Regan deciden mudarse. Regan no recuerda nada de lo sucedido y agradece a la iglesia su recuperación.
En la serie de El Exorcista, Regan cambia de nombre a Ángela Rance y tiene dos hijas, una de las cuales sufre una posesión.
En diciembre de 2020, Blumhouse Productions anunció que estaba trabajando en un reboot de El exorcista. En julio de 2021, se confirmó que se estaba desarrollando una trilogía de secuelas directas de la película original. Ellen Burstyn iba a volver a interpretar su papel de Chris MacNeil, pero Linda Blair escribió en Twitter que no se habían puesto en contacto con ella para volver a interpretar su papel de Regan MacNeil: «Hasta ahora, no ha habido ninguna conversación sobre mi participación o sobre volver a interpretar mi papel. Les deseo lo mejor a todos los involucrados y agradezco la lealtad y la pasión que los fans sienten por El exorcista y mi personaje». Blair volvería a interpretar el papel en The Exorcist: Believer.

## Hechos reales
La película está basada en la novela homónima del autor William Peter Blatty, que le fue inspirada por el conocimiento de un hecho real sucedido en Maryland a principios de los años 1940 a un chico de catorce años. Blatty quedó tan intrigado con el fenómeno que investigó todo lo relacionado con éste. En esa época se conocía poco, tanto desde un punto de vista científico como popular, sobre la posesión satánica y el exorcismo. La novela se publicó en 1972 y fue el gran éxito literario de la década.[cita requerida]